# Programación de videojuegos

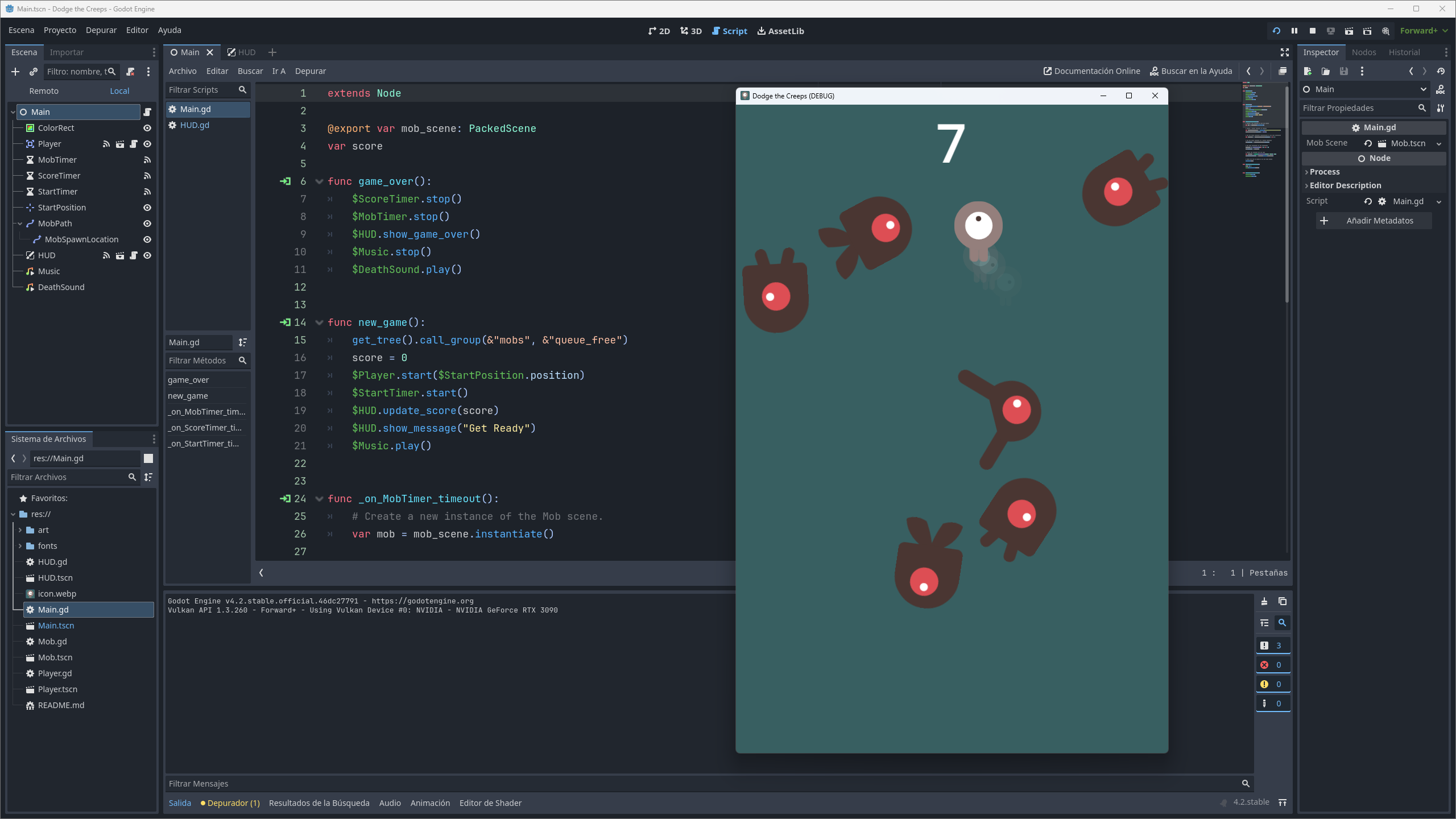
Programación de un videojuego en Godot

La programación de videojuegos es el proceso del desarrollo del software de un videojuego.
Casi siempre, la programación de un videojuego se resume en repetir a trechos las siguientes acciones:
- Procesar las interacciones de un agente con su entorno según las entradas del usuario.
- Procesar los fenómenos indirectamente controlados por el usuario.
- Crear una imagen a partir de esas informaciones y mostrarlo en la pantalla (igual para el sonido).

El agente puede ser un avatar, un automóvil, una nave espacial, o cualquier otra cosa. El entorno suele ser compuesto por una decoración estática y unos objetos interactivos (enemigos, objetos del inventario, puertas, entre otros.). El usuario manda entradas al programa por medio de un periférico como un joystick, un teclado o un ratón. La gestión de las interacciones consiste en prever las acciones posibles sobre el entorno, detectar si han estado provocadas, y procesar respuestas. Por ejemplo, para crear una interacción como "abrir la puerta", hay que decidir los procesos que permitirán su cumplimiento (por ej. el jugador tiene que pulsar un botón pensado a tal efecto, tiene que estar bastante cercano, más o menos haciendo frente a la puerta), luego, durante el juego, hace falta detectar si las condiciones están cumplidas. Si eso así, pues se genera una reacción: en nuestro ejemplo, mostrar en la pantalla la puerta abriéndose.
Los fenómenos indirectamente controlados por el usuario son varios y cambian mucho según el juego. Se puede tratar de procesar la inteligencia artificial de los agentes no-controlados por el usuario, gestionar las colisiones entre agente y la física (para los juegos que emplean un modelo físico realista).
Esas dos primeras partes pertenecen al gameplay (o sea, las reglas de interacciones) de un juego normalmente decidido por un diseñador de videojuego e implementado por un programador.
Los gráficos en los videojuegos requieren de renderización de gráficos 2D o 3D. Los programadores de videojuegos se enfrentan al desafío de que, para simular movimiento, se requiere que el dispositivo esté constantemente generando múltiples fotogramas por segundo, generalmente entre 30 o 60.
En la programación de videojuegos también suele desarrollarse software y herramientas para ayudar en otros aspectos del desarrollo del videojuego, como como software para ayudar a los diseñadores de videojuegos a diseñar niveles, misiones, etc.